# Jeux de l'Empire britannique et du Commonwealth de 1962
Navigation
Édition précédente Édition suivante
Les Jeux de l'Empire britannique et du Commonwealth de 1962, VIIe édition des Jeux, se déroulent à Perth en Australie, du 22 novembre au 1er décembre. 
Se déroulant sous une chaleur écrasante avec des températures record pour la région (40,5 °C durant la cérémonie d'ouverture, et des températures similaires tout au long des Jeux), ils accueillent 863 athlètes venus de trente-cinq pays. La Dominique, le Honduras britannique (actuel Belize), la Papouasie-Nouvelle-Guinée et Sainte-Lucie participent pour la première fois, de même que la colonie d'Aden. La fédération de Malaisie, Sabah et Sarawak participent séparément pour la dernière fois, avant leur unification. L'Afrique du Sud, ayant quitté le Commonwealth des Nations en 1962 en raison de l'opposition des autres membres à sa politique d'apartheid, ne participe plus.
En amont des Jeux, du 11 au 17 novembre, se déroulent les premiers Jeux du Commonwealth pour paraplégiques, qui continueront jusqu'en 1974.

## Pays participants
| - Angleterre - Australie - Bahamas - Barbade - Bornéo du Nord - Canada - Ceylan - Dominique - Écosse - Fidji | - Ghana - Gibraltar - Guyane britannique - Honduras - Hong Kong - Île de Man - Irlande du Nord - Jamaïque - Jersey - Kenya | - Fédération de Malaisie - Malte - Maurice - Nouvelle-Zélande - Ouganda - Pakistan - Papouasie-Nouvelle-Guinée - Pays de Galles - Fédération de Rhodésie et du Nyassaland | - Sainte-Lucie - Sarawak - Singapour - Tanganyika - Trinité-et-Tobago |

## Épreuves
| - Athlétisme - Aviron - Boulingrin - Boxe - Cyclisme | - Escrime - Haltérophilie - Lutte - Natation - Plongeon |

## Médailles par pays
| Rang  | Nation                                       | Or  | Argent | Bronze | Total |
| ----- | -------------------------------------------- | --- | ------ | ------ | ----- |
| 1     | Australie                                    | 38  | 36     | 31     | 105   |
| 2     | Angleterre                                   | 29  | 22     | 27     | 78    |
| 3     | Nouvelle-Zélande                             | 10  | 12     | 10     | 31    |
| 4     | Pakistan                                     | 8   | 1      | 0      | 9     |
| 5     | Canada                                       | 4   | 12     | 15     | 31    |
| 6     | Écosse                                       | 4   | 7      | 3      | 14    |
| 7     | Ghana                                        | 3   | 5      | 1      | 9     |
| 8     | Jamaïque                                     | 3   | 1      | 1      | 5     |
| 9     | Kenya                                        | 2   | 2      | 1      | 5     |
| 10    | Singapour                                    | 2   | 0      | 0      | 2     |
| 11    | Ouganda                                      | 1   | 1      | 4      | 6     |
| 12    | Fédération de Rhodésie et du Nyassaland      | 0   | 2      | 5      | 78    |
| 13    | Pays de Galles                               | 0   | 2      | 4      | 6     |
| 14    | Bahamas                                      | 0   | 1      | 0      | 1     |
| 15    | Fidji                                        | 0   | 0      | 2      | 2     |
| 15    | Trinité-et-Tobago                            | 0   | 0      | 2      | 2     |
| 17    | Barbade                                      | 0   | 0      | 1      | 1     |
| 17    | Guyane britannique                           | 0   | 0      | 1      | 1     |
| 17    | Irlande du Nord                              | 0   | 0      | 1      | 1     |
| 17    | Jersey                                       | 0   | 0      | 1      | 1     |
| 17    | Fédération de Malaisie                       | 0   | 0      | 1      | 1     |
| 17    | Modèle:Papouasie-Nouvelle-Guinée (1949-1965) | 0   | 0      | 1      | 1     |
| Total | Total                                        | 104 | 104    | 112    | 320   |

## Liste des médaillés

### Boulingrin
| Épreuve |        | Or                                  | Or | Argent                               | Argent | Bronze                                  | Bronze |
| Solo    | Hommes | David Bryant (ENG)                  |    | Joseph Watson Black (SCO)            |        | Alan Bradley (FRN)                      |        |
| Paires  | Hommes | Hugh Robson & Robert McDonald (NZL) |    | Michael Purdon & Thomas Hamill (SCO) |        | Charles Jackson & William Jackson (FRN) |        |
| Quatre  | Hommes | Angleterre (ENG)                    |    | Écosse (SCO)                         |        | Rhodésie & Nyassaland (FRN)             |        |